# Mogens Lykketoft
Mogens Lykketoft, né le 9 janvier 1946 à Copenhague, est un homme politique danois, membre de la Social-démocratie (anciennement Sociaux-démocrates) qu'il a présidé de 2002 à 2005. Il est président du Folketing, le Parlement monocaméral danois, de 2011 à 2015, et président de la 70e session de l'Assemblée générale des Nations unies de 2015 à 2016.

## Biographie
Mogens Lykketoft suit des études d'économie à l'université de Copenhague, dont il est diplômé en 1975. Durant ses études, il est collaborateur au sein du Conseil économique du mouvement ouvrier, un think tank de promotion de la justice sociale. Après son diplôme, il y devient chef de département.
Il s'engage au sein de la Social-démocratie et intègre la direction de sa branche étudiante en 1965, et la préside de 1968 à 1969. À l'occasion d'un remaniement ministériel dans le gouvernement d'Anker Jørgensen, il est nommé ministre de la Fiscalité le 20 janvier 1981. Il est élu député au Folketing sous les couleurs du parti pour la première fois lors des élections législatives de décembre, puis reconduit dans le nouveau gouvernement formé par Jørgensen après le scrutin,. Il quitte son ministère quand le conservateur Poul Schlüter devient Premier ministre en septembre 1982.
De retour dans l'opposition, il est réélu au Parlement lors des élections législatives de 1984, 1987, 1988 et 1990,,,. En 1988, il devient le porte-parole de son groupe parlementaire pour les questions de finances et d'économie puis, en 1991, porte-parole politique de son groupe parlementaire.
Quand le gouvernement du conservateur Poul Schlüter est renversé et que le social-démocrate Poul Nyrup Rasmussen lui succède comme Premier ministre en janvier 1994, il entre au gouvernement comme ministre des Finances. Il conserve ce poste dans le gouvernement formé après les élections législatives de septembre 1994, puis dans celui constitué en décembre 1996 suite au départ des Démocrates du centre de la coalition, et enfin dans celui formé après les élections législatives de mars 1998. À l'occasion d'un remaniement ministériel le 21 décembre 2000, il devient ministre des Affaires étrangères.
Il quitte le gouvernement après la défaite des sociaux-démocrates aux élections législatives de novembre 2001 lors desquelles il est réélu au Parlement, et retrouve son ancien rôle de porte-parole politique du groupe parlementaire social-démocrate,.
À la suite de plusieurs conflits internes et de critiques sur son leadership, l'ancien Premier ministre Poul Nyrup Rasmussen démissionne de la présidence de la Social-démocratie le 19 novembre 2002. Lykketoft annonce le jour-même sa candidature au congrès pour désigner son successeur. Il remporte le congrès du 14 décembre avec 441 voix, contre 10 pour son unique rival.
Lors des élections législatives du 8 février 2005, les sociaux-démocrates perdent cinq sièges et la coalition du Premier ministre libéral Anders Fogh Rasmussen est reconduite pour un nouveau mandat. Il annonce dès le soir du scrutin sa démission de la présidence des sociaux-démocrates. Après que Helle Thorning-Schmidt lui ait succédé à la présidence du parti, il devient le porte-parole du groupe parlementaire social-démocrate pour les questions de politique étrangère, un rôle qu'il conserve après sa réélection comme député lors des élections législatives anticipées de novembre 2007.
En avril 2006, il publie un livre en français consacré au modèle économique et social danois et intitulé Le Modèle danois : chronique d'une politique réussie.
Après le décès de Svend Auken en août 2009, il est choisi par la direction du groupe parlementaire social-démocrate pour lui succéder au rôle de vice-président du Folketing. Après les élections législatives du 15 septembre 2011 qui marquent la victoire du bloc de gauche et le retour des sociaux-démocrates au gouvernement, il est élu président du Folketing, faisant de lui le premier social-démocrate à occuper le poste depuis Erling Olsen en 1998.
En mars 2013, le ministre des Afaires étrangères Villy Søvndal annonce que le Danemark propose la candidature de Lykketoft comme président de l'Assemblée générale des Nations unies pour la 70e session, entre le 15 septembre 2015 et septembre 2016. En novembre 2014, il annonce avoir obtenu le soutien unanime des ambassadeurs du groupe des États d'Europe occidentale et autres États, le bloc régional auquel appartient le Danemark et auquel revient la présidence pour la 70e session, rendant son élection quasiment assurée. Il est élu président par acclamation lors de la session plénière du 15 juin 2015, faisant de lui le premier danois à occuper le poste. Le 18 juin, il est réélu pour un nouveau mandat de député à l'occasion des élections législatives perdues par le bloc de gauche. Il se met en congé du Folketing à partir du 4 juillet 2015 pour assurer son mandat aux Nations Unies, et est remplacé au Parlement par Jeppe Bruus.
En septembre 2016, quelques jours avant son retour de congé au Folketing, il annonce qu'il ne sera pas candidat à un treizième mandat lors des élections législatives suivantes, et quittera alors la vie politique.
Le 7 novembre 2016, soit la veille de la victoire de Donald Trump face à Hillary Clinton à l'élection présidentielle américaine de 2016, Lykketoft exprime sa crainte de voir gagner le candidat républicain, estimant qu'une « victoire de Trump serait un cauchemar » par rapport à « tout ce pour quoi les Nations unies ont œuvré ».
Un an après son départ de la vie politique, le 1er septembre 2020, il est nommé par le ministre du Climat et de l'Énergie Dan Jørgensen comme président du conseil d'administration d'Energinet.dk.

### Publications
- Mogens Lykketoft (préf. Michel Rocard), Le modèle danois : Chronique d'une politique réussie, Paris, Esprit ouvert, 2006, 125 p. (ISBN 2883290741)